# Кемен, Оливье
Оливье́ Кеме́н (фр. Olivier Kemen; род. 20 июля 1996, Дуала) — камерунский и французский футболист, полузащитник клуба «Истанбул Башакшехир» и сборной Камеруна.

## Клубная карьера
Оливье родился в Камеруне и в детстве вместе с родителями переехал во Францию. Будучи ребёнком, много раз сменял академии, среди которых были «Мец» и английский «Ньюкасл». С 2015 года — игрок второй команды французского «Лиона». За свой дебютный сезон провёл 17 встреч, в которых дважды сумел отличиться.
28 февраля 2016 года дебютировал в Лиге 1 в поединке против «Пари Сен-Жермен», выйдя на замену на 75-й минуте вместо Рафаэла. До конца сезона также появился на поле в поединке против «Реймса», сыграв весь матч.

## Карьера в сборной
Вызывался в юношеские сборные Франции различных возрастов. Принимал участие в чемпионате Европы 2015 года среди юношей до 19 лет, выходил в стартовом составе в трёх встречах. Вместе со сборной добрался до полуфинала.